# Aïd el-Fitr
Aïd el-Fitr (en arabe : عِيدُ ٱلْفِطْر, ʿīdu ʾal-fiṭr, « fête de la rupture ») est la fête musulmane marquant la rupture du jeûne du mois de ramadan. Elle est célébrée le premier jour du mois de chawwal. Elle est aussi parfois appelée aïd as-Seghir (عِيدُ ٱلصَّغِير, ʿīdu ʾaṣ-ṣaḡīr), « la petite fête », par opposition à l'aïd al-Kebir, « la grande fête ».

## Étymologie
Certains lexicographes arabes associent le terme Aïd à la racine « 'wd », « le retour ». Pour autant, il s'agit plutôt d'un terme arabe emprunté à l'araméen. Il est à associer au mot syriaque ʿīdā « fête, jour férié ». Un tel emprunt est courant pour le vocabulaire religieux.

## Dates de l'Aïd el-Fitr
La date de l'Aïd el-Fitr est le jour suivant le dernier jour du mois sacré de ramadan : il arrive donc 29 ou 30 jours après le début du mois de ramadan, selon les années.
Tous les ans, la date de l'Aïd el-Fitr est avancée de 10, 11 ou 12 jours par rapport au calendrier grégorien, car le calendrier hégirien est un calendrier lunaire.
Le jour de l'Aïd el-Fitr est arrêté par l'observation de la lune et dépend de la position géographique de ceux qui observent l'arrivée du croissant lunaire, ce qui explique des différences selon les pays. Les savants – oulémas — sont unanimes sur le fait que deux témoins musulmans dignes de confiance sont suffisants afin d’établir l’observation de la lune.
Les précédentes et prochaines dates de l'Aïd el-Fitr, précisées à l'issue de la nuit du doute, sont les suivantes en France : 
- 1985 : jeudi 20 juin
- 1986 : lundi 9 juin
- 1987 : vendredi 29 mai
- 1988 : mardi 17 mai
- 1989 : samedi 6 mai
- 1990 : jeudi 26 avril
- 1991 : mardi 16 avril
- 1992 : samedi 4 avril
- 1993 : jeudi 25 mars
- 1994 : lundi 14 mars
- 1995 : vendredi 3 mars
- 1996 : mardi 20 février
- 1997 : dimanche 9 février
- 1998 : jeudi 29 janvier
- 1999 : mardi 19 janvier
- 2000 : samedi 8 janvier
- 2000 : mercredi 27 décembre
- 2001 : dimanche 16 décembre
- 2002 : vendredi 6 décembre
- 2003 : mardi 25 novembre
- 2004 : dimanche 14 novembre
- 2005 : vendredi 3 novembre
- 2006 : mardi 24 octobre
- 2007 : samedi 13 octobre
- 2008 : mercredi 1er octobre
- 2009 : dimanche 20 septembre[cfcm 1]
- 2010 : vendredi 10 septembre[cfcm 2]
- 2011 : mardi 30 août[cfcm 3]
- 2012 : dimanche 19 août[cfcm 4]
- 2013 : jeudi 8 août[cfcm 5]
- 2014 : lundi 28 juillet[cfcm 6]
- 2015 : vendredi 17 juillet[cfcm 7]
- 2016 : mercredi 6 juillet
- 2017 : dimanche 25 juin en Belgique[3] et en France[4]
- 2018 : vendredi 15 juin
- 2019 : mardi 4 juin
- 2020 : dimanche 24 mai
- 2021 : jeudi 13 mai en France (mercredi 12 mai au Niger et en Côte-d'Ivoire[5]).
- 2022 : lundi 2 mai
- 2023 : vendredi 21 avril en France[6]
- 2024 : mercredi 10 avril en France, le jeudi 11 avril au Bangladesh, en Malaisie et en Indonésie.
- 2025 : dimanche 30 mars en France, le lundi 31 mars en Algérie, Egypte, Maroc, Tunisie,Bangladesh, Malaisie et en Indonésie.
- 2026 : vendredi 20 mars en France

## Cérémonial
S'il ne l'a pas fait pendant le ramadan, le fidèle doit s'acquitter de l'aumône de la rupture du jeûne (la Zakat al-Fitr) avant la prière de l'Aïd.
La prière (salat al aïd) a lieu en début de matinée et est effectuée soit dans une mosquée, soit en plein air dans un musalla permettant de rassembler plus de fidèles. Elle doit être commune. Formellement, elle provient d'une forme plus ancienne que les ṣalāt quotidiennes ou du vendredi et est à associer à la ṣalāt pour la pluie et à la ṣalāt de l’éclipse.
La tradition musulmane au Liban veut que le musulman prenne son déjeuner, préférablement composé de viandes blanches et de gâteaux, après la prière et la visite des cimetières. Après la prière et selon les pays, les fidèles accompagnés de leurs enfants, visitent leurs proches et amis afin de leur présenter leurs vœux de l'Aïd.
Pour l'année 2020, la plupart des gouvernements arabes ont interdit les prières collectives de l'Aïd à cause de la pandémie de Covid-19,.

## Les différentes appellations
Aïd al-Fitr est l'appellation musulmane canonique, provenant d'Arabie ; c'est celle utilisée dans les hadîths. D'autres appellations locales coexistent :

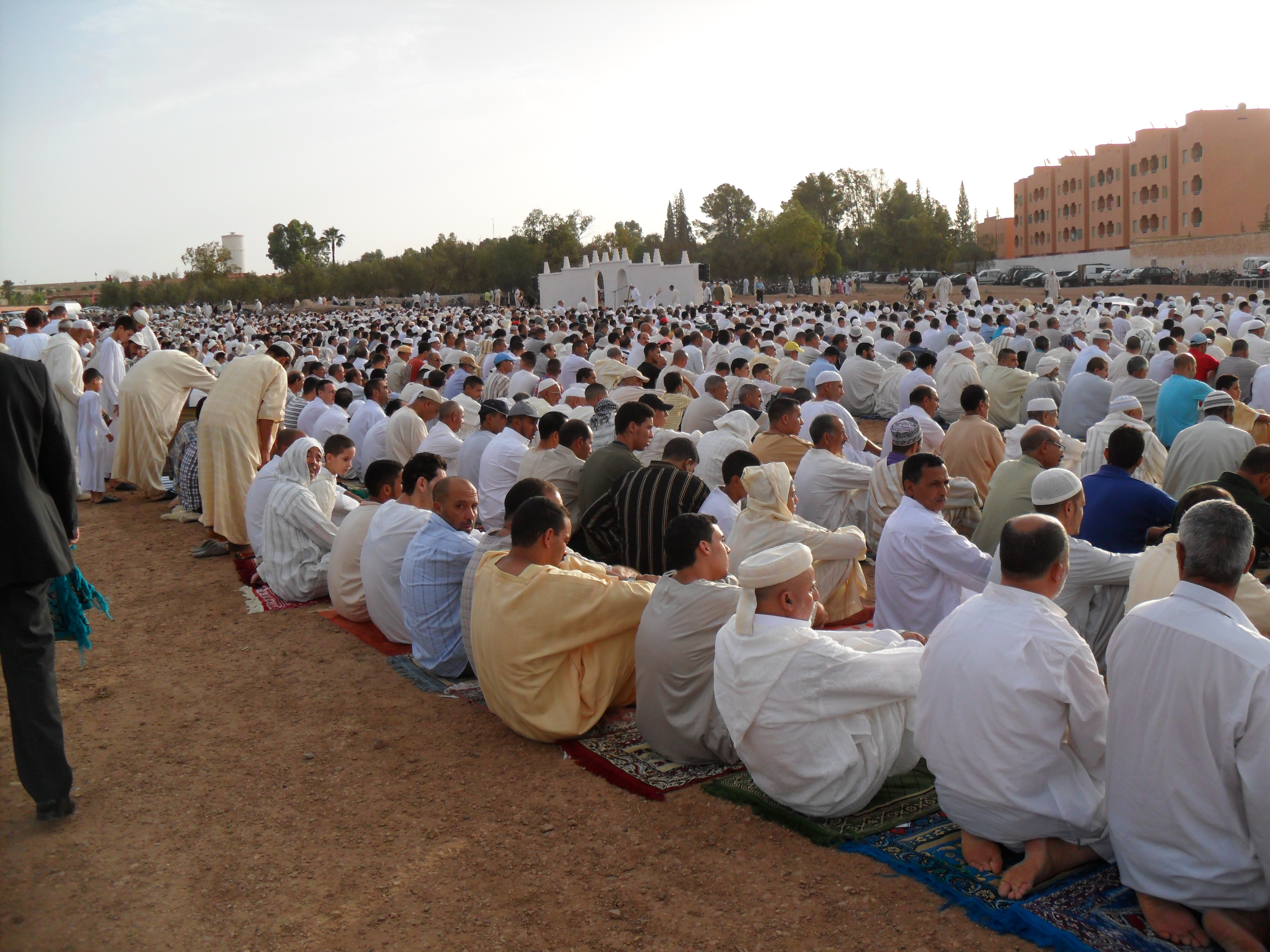
Maroc, 19 août 2012.

### AuMaghreb
L'Aïd al-Fitr est également appelée «Aïd as-Saghir» (seghir signifie petit en arabe) par opposition à l'« Aïd al-Kebir » (kabir signifiant grand), fête du sacrifice ; ces deux fêtes étant les principales manifestations festives chez les musulmans.

### EnIndonésie

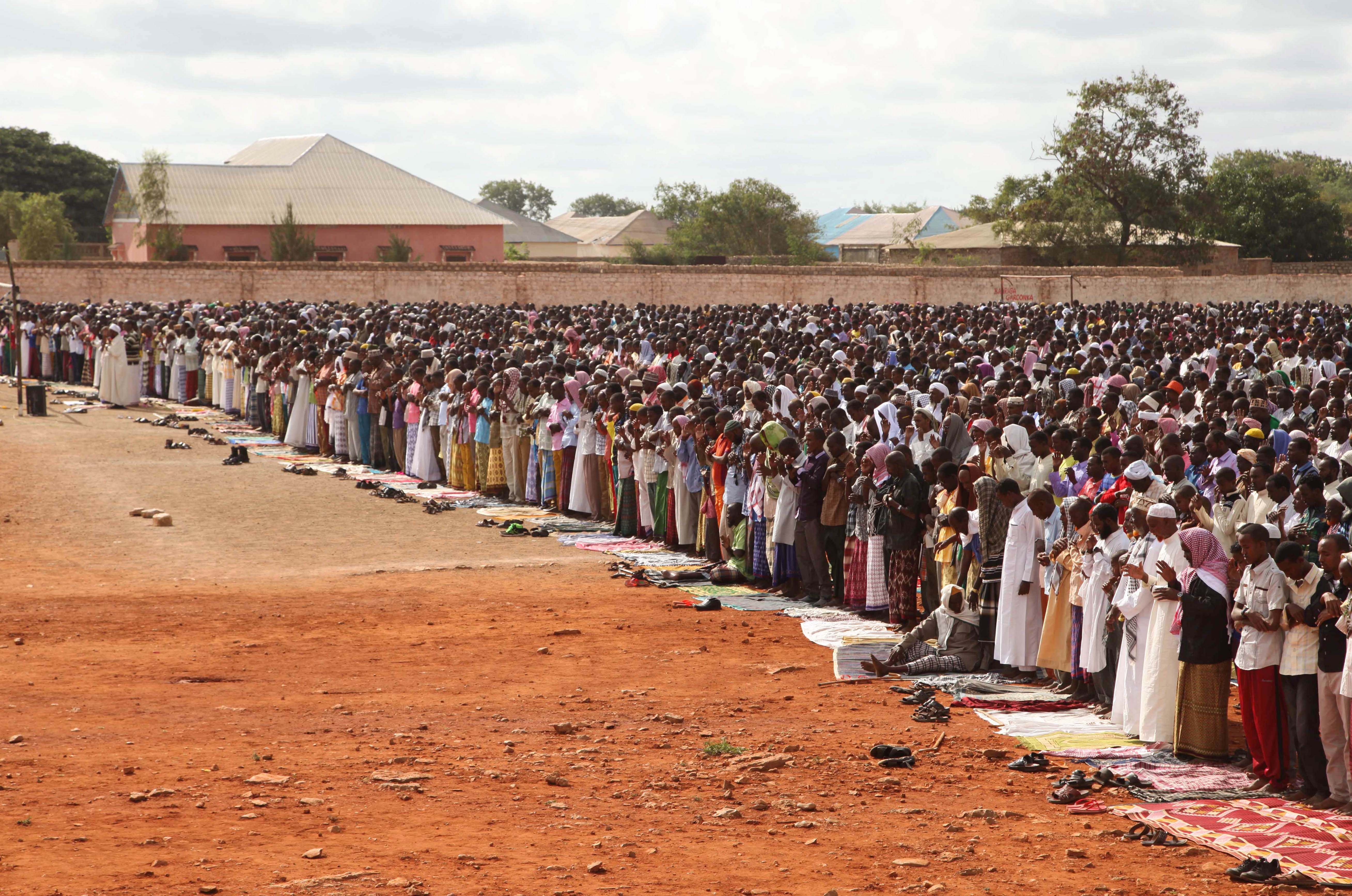
Somalie, 28 juillet 2014.

Le nom est prononcé « Idul Fitri ». Les Indonésiens appellent plus spontanément la fête « Lebaran », un mot autochtone qui évoque la dispersion (sous-entendu : après avoir communié dans le jeûne). Lors du Lebaran, les Indonésiens musulmans demandent rituellement pardon à toute personne rencontrée, en prononçant la formule : « Minal 'Aidin wal-Faizin, Maaf Lahir Bathin » (من العائدين والفائزين), ce qui peut se traduire par : « (Nous sommes) de ceux qui reviennent et ont réussi, (je vous demande) pardon (pour mes fautes) de l'extérieur et de l'intérieur ». Bien que les mots en soient arabes, il semble que cette formule soit propre à l'Indonésie. Les premières personnes à qui l'on demande pardon sont les parents, les grands-parents et plus si elles sont encore vivantes. On va également se recueillir et déposer des fleurs sur la tombe des aînés décédés. Le Lebaran est donc l'occasion d'un mouvement massif dans lequel des dizaines de millions de personnes retournent dans leur village d'origine. Pour les Indonésiens musulmans, le Lebaran est traditionnellement la fête la plus importante.

### EnMalaisieet àSingapour
On dit plutôt « Hari Raya Puasa », qui signifie « Fête du jeûne » (puasa, du sanskrit upavasa, jeûne).

### EnAlbanie
Cette fête s'appelle officiellement Fitër Bajrami mais on l'appelle plus souvent Bajrami i vogël: Le petit Bajram, tandis que l'Aïd el-Kébir s'appelle Bajrami i madh (« le grand Bajram ») ou Kurban Bajrami : le sens est le même à l'appellation du Maghreb.

### EnBosnie-Herzégovine
C'est « Mali Bajram » (« Le petit Bajram ») qui marque la fin du Ramadan. On dit aussi « Ramazanski Bajram » (« Le Bajram du Ramadan »). Le terme « bajram » est issu du mot turc « bayram » et se prononce en français comme lui.

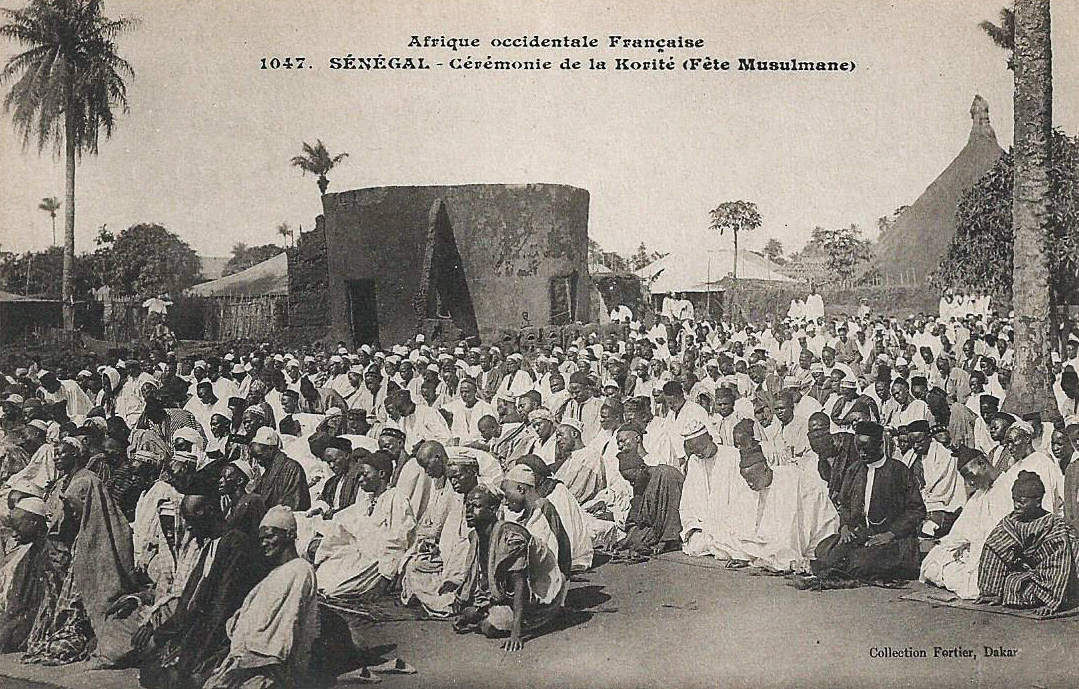
Sénégal : cérémonie de la Korité (carte postale coloniale réalisée en AOF).

### EnTurquie
Cette fête est appelée « Ramazan Bayramı » (« Fête du Ramadan ») ou « Şeker Bayramı » (« Fête du Sucre »).

### EnAfrique de l'Ouest
Au Sénégal, cette fête est nommée « Korité ».
Au Mali, elle est nommée « Seli fitini » (qui veut dire « Petite fête »).
Au Niger, elle est nommée « Karamas'Sallah » ou « Djingar Keyna » (qui veulent dire « Petite fête »).
Au Cameroun, elle est nommée Djouldé Soumaé.